# 145546 Suiqizhong
145546 Suiqizhong è un asteroide della fascia principale. Scoperto nel 2006, presenta un'orbita caratterizzata da un semiasse maggiore pari a 3,1254119 UA e da un'eccentricità di 0,1743001, inclinata di 1,50615° rispetto all'eclittica.